# Trădător de rasă
Trădător de rasă este un termen depreciativ utilizat pentru a descrie o persoană care din cauza atitudinilor și convingerilor sale este considerată un inamic al intereselor propriei rase. De exemplu, indivizii de rase diferite care formează un cuplu⁠(d) pot fi caracterizați drept „trădători de rasă”. Un alt exemplu ar fi o persoană care susține acțiunea afirmativă sau alte politici adoptate în beneficiul altor rase decât a sa poate fi caracterizat astfel.
În timpul aparhteidului din Africa de Sud - unde puterea politică era deținută de minoritatea albă - activiștii albi antiapartheid erau descriși drept „trădători” de către guvern.
Thomas Mair - cel care a ucis-o⁠(d) pe Jo Cox⁠(d) în 2016 - o considera pe aceasta drept un „trădător” al rasei albe. Mair a publicat inclusiv scrisori în care îi critica pe „liberalii albi și trădătorii” din Africa de Sud; aceștia erau din punctul său de vedere „cel mai mare inamic al vechiului sistem de apartheid”.